# تقارير الأعمال
تقارير الأعمال أو تقارير المؤسسات هي «التقارير العامة  لبيانات التشغيل والمالية بواسطة مؤسسة» " أو هي "التوفير المنتظم للمعلومات لصناع القرار داخل المنظمة لدعمهم في عملهم"".
مع التمدد الدراماتيكي لتقنية المعلومات، والرغبة في زيادة التنافسية في الشركات، يوجد زيادة في استخدام قوة الحوسبة من أجل إنتاج تقارير موحدة تربط المشاهد المختلفة للمؤسسة في مكان واحد. عملية إنشاء هذه التقارير تتضمن استعلام مصادر البيانات من نماذج منطقية مختلفة من أجل إنتاج تقرير قابل للقراء للإنسان. على سبيل المثال، مستخدم الحاسوب يستعلم قاعدة بيانات المصادر البشرية لعرض كيف أن المساحة مستخدمة بشكل فعال عبر المؤسسة بأكملها.